# Heterossemântico
Os heterossemânticos (também chamados de falsos amigos semânticos) são palavras ou unidades linguísticas, em geral, que, em dois idiomas, parecem ou soam semelhantes, mas diferem  no significado, total ou parcialmente. Um exemplo é o português "embaraçado" e o espanhol embarazada (que significa grávida), ou a "ninho" em português e o espanhol niño (que significa criança). Remetem-nos, portanto, a diferenças semânticas, que compõem o fenômeno da heterossemanticidade interlinguística (referente à distinção semântica que unidades linguísticas formalmente semelhantes apresentam, comparando-se ao menos duas línguas).
O termo origina-se de um livro de linguistas franceses descrevendo o fenômeno, que foi traduzido para o inglês em 1928, e intitulado "falso amigo de um tradutor".
Além de produzir amigos completamente falsos, o uso de empréstimos geralmente resulta no uso de uma palavra em um contexto restrito, que pode então desenvolver novos significados que não são encontrados no idioma original.  Por exemplo, angústia significa "medo" em um sentido geral (assim como "ansiedade") em alemão, mas quando foi emprestada para o inglês no contexto da psicologia, seu significado foi restrito a um tipo particular de medo descrito como "um sentimento neurótico de ansiedade e depressão".
No Brasil, foi-se difundido "falso cognato" como sinônimo de "falso amigo". No entanto, de um ponto de vista técnico, essa difusão é equívocada. Falso cognato é a respeito da origem histórica dos termos, não importando o significado, enquanto falso amigo é a respeito, de fato, do significado.

## Implicações
Falsos amigos podem causar interpretações incorretas de um texto e outros embaraços interacionais. Os alunos que aprendem uma língua estrangeira, particularmente uma que está relacionada com a sua língua nativa, também têm dificuldades com falsos amigos, porque os alunos são propensos a identificar as palavras erradamente devido à interferência linguística. Por essa razão, os professores às vezes compilam listas de falsos amigos como uma ajuda para seus alunos.